# Josh Holmes
Josh Holmes (ur. 6 stycznia 1987 w Sydney) – australijski rugbysta grający na pozycji łącznika młyna, mistrz świata U-19 z 2006 roku, reprezentant kraju.

## Kariera klubowa
Uczęszczał do Barrenjoey High School, którą ukończył w 2004 roku, jako junior trenując w klubie Newport Breakers. Wprost ze szkoły trafił do Waratahs otrzymawszy związkowy kontrakt. W 2005 roku występował w drużynach Akademii i rezerw, w pierwszym zespole zadebiutował przeciw Auckland w rozegranym w lipcu posezonowym meczu. Zbierał następnie doświadczenie na tournée w Europie, podczas którego wystąpił w trzech spotkaniach, w tym przeciwko reprezentacjom Czech i Rosji. Przedłużył też kontrakt z Waratahs o kolejne dwa lata.
W tym samym czasie na poziomie klubowym – w rozgrywkach Shute Shield i Tooheys New Cup – reprezentował Warringah Rats, z którym związany był także jego ojciec. Od 2006 roku przeszedł do Eastwood, ominął go jednak w tym samym roku zwycięski finał Shute Shield z powodu zgrupowania kadry U-21. Występował w nim do 2008 roku, zaś od 2009 roku grał z powrotem dla Rats.
W 2006 roku występował w barwach Waratahs w Australian Provincial Championship zaliczając łącznie trzy występy. W Super 14 zadebiutował zaś przeciwko Brumbies w dziesiątej kolejce sezonu 2007, a do jego końca wyszedł na boisko łącznie czterokrotnie. Został tym samym jednym z pierwszej czwórki stypendystów programu National Talent Squad (pozostałymi byli David Pocock, Caleb Brown i Saia Faingaʻa) grających w tych rozgrywkach. Przydzielony do zespołu Western Sydney Rams pomiędzy sierpniem a październikiem tego roku wziął jeszcze udział w ośmiu spotkaniach jedynego rozegranego sezonu rozgrywek Australian Rugby Championship.
Przenosząc się w 2008 roku do Brumbies uznawany był za następcę George’a Gregana, nie spełnił jednak tych oczekiwań zarówno w opinii trenerów, jak i własnej. Pomiędzy debiutem przeciw Crusaders a ostatnim pojedynkiem sezonu 2009 zagrał we wszystkich meczach zespołu, a następnie odszedł bądź też został zwolniony.
Następne dwa lata Holmes spędził w Waratahs. W pierwszym sezonie opuścił tylko jedno spotkanie, lecz prócz jednego były to tylko występy w roli rezerwowego, rok później zaś wyszedł na boisko jedynie trzykrotnie, wyżej w hierarchii od niego stali bowiem Luke Burgess i Brendan McKibbin. Gdy nie mieścił się w meczowych składach Waratahs, grał w zespole rezerw lub dla Warringah.
W czerwcu 2011 roku podpisał zatem z francuskim CS Bourgoin-Jallieu roczny kontrakt z możliwością jego przedłużenia i zagrał w jego barwach w dziewiętnastu spotkaniach ligi Pro D2. Francję opuścił jednak w marcu 2012 roku, gdy miejsce w składzie zaproponowali mu włodarze Western Force. Zespół z powodu kontuzji stracił Justina Turnera i Jamesa Stannarda, a Holmes do końca sezonu zagrał w dziesięciu spotkaniach.
Nie otrzymawszy kolejnego kontraktu powrócił do Sydney, gdzie podjął pracę zawodową, zaś w weekendy ponownie brał udział w meczach Rats, a jego postawa zaowocowała trzecim miejscem w plebiscycie na najlepszego zawodnika rozgrywek Shute Shield sezonu 2013. Prócz rugby piętnastoosobowego występował także w lokalnych rozgrywkach rugby 7.
Z uwagi na serię kontuzji zespół Melbourne Rebels zaoferował mu w maju 2014 roku krótkoterminową umowę, na boisku pojawił się wówczas w jednym meczu. W drugiej części sezonu z drużyną North Harbour Rays wziął udział w inauguracyjnej edycji National Rugby Championship.

## Kariera reprezentacyjna
Był stypendystą ogólnokrajowych programów National Talent Squad oraz Australian Institute of Sport. Reprezentował stan w zwycięskich mistrzostwach kraju U-18 w 2004 roku, został również wybrany najlepszym zawodnikiem w stanie. Pociągnęło to za sobą powołanie do kadry Australian Schoolboys, z którą wystąpił we wszystkich trzech testmeczach rozegranych w tym roku – przeciwko rówieśnikom z Irlandii, Samoa i Nowej Zelandii, w grudniu zaś zdobył złoty medal w turnieju rugby 7 na Igrzyskach Wspólnoty Narodów Młodzieży 2004.
W 2005 roku, jeszcze przed debiutem w seniorskim zespole Waratahs, uczestniczył w zgrupowaniach i został nominowany do kadry U-19 na mistrzostwa świata w Południowej Afryce, na sam turniej jednak już nie poleciał z powodu ciężkiej choroby. Pojechał natomiast na kolejne mistrzostwa rozegrane w kwietniu 2006 roku w Dubaju, w których Australijczycy okazali się bezkonkurencyjni, a Holmes zagrał we wszystkich pięciu spotkaniach zdobywając pięć przyłożeń, wliczając w to hat-trick osiągnięty w meczu ze Szkotami. Jego postawa w tym turnieju dała mu nominację, a następnie nagrodę dla najlepszego zawodnika roku w tej kategorii wiekowej na świecie według IRB.
Miesiąc później otrzymał powołanie do reprezentacji U-21 na czerwcowe mistrzostwa świata we Francji. W tych zawodach wystąpił w czterech z pięciu spotkań, będąc podstawowym łącznikiem młyna, a młodzi Australijczycy w meczu o brązowy medal ulegli Nowozelandczykom.
Znalazł się tym samym w kręgu zainteresowania szkoleniowców seniorskiej reprezentacji, zagrał zatem w dwóch lipcowych meczach kadry A z Fidżi. Pod koniec Pucharu Trzech Narodów był w szerokiej kadrze Wallabies, jednak nie znalazł się w meczowych składach. W reprezentacji A pojawił się również w dwóch kolejnych latach, w edycjach 2007 i 2008 Pucharu Narodów Pacyfiku wystąpił łącznie w sześciu spotkaniach zdobywając piętnaście punktów.
W sezonie 2006/2007 występował również z reprezentacją rugby 7 w rozgrywkach IRB Sevens World Series.

## Varia
- Jego starszy brat, Luke Holmes, występował w Western Force, Rebels i Waratahs[90].
- W marcu 2005 roku trafił do szpitala z podejrzeniem infekcji zatok, gdy jego stan się jednak pogorszył, przeniesiono go na oddział intensywnej terapii, gdzie zdiagnozowano zapalenie mózgu. Spędził tam blisko trzy tygodnie, rekonwalescencja zaś trwała dwa miesiące[3][91].